# Mílton Alves da Silva
Mílton Alves da Silva (Porto Alegre, Brasil; 16 de octubre de 1931 - São Paulo, Brasil; 1973) más conocido como Salvador, fue un futbolista brasileño que se desempeñaba como centrocampista.

## Clubes
| Club          | País      | Año         |
| ------------- | --------- | ----------- |
| Palmeiras     | Brasil    | 1950        |
| Grêmio (RS)   | Brasil    | 1950 - 1951 |
| Internacional | Brasil    | 1951 - 1955 |
| Peñarol       | Uruguay   | 1955 - 1960 |
| River Plate   | Argentina | 1961        |
| San Telmo     | Argentina | 1962        |

## Palmarés
Campeonatos regionales
| Título              | Club          | Estado             | Año  |
| ------------------- | ------------- | ------------------ | ---- |
| Campeonato Paulista | Palmeiras     | São Paulo          | 1950 |
| Campeonato Gaúcho   | Internacional | Río Grande del Sur | 1951 |
| Campeonato Gaúcho   | Internacional | Río Grande del Sur | 1952 |
| Campeonato Gaúcho   | Internacional | Río Grande del Sur | 1953 |
| Campeonato Gaúcho   | Internacional | Río Grande del Sur | 1955 |

### Campeonatos nacionales
| Título              | Club    | País    | Año  |
| ------------------- | ------- | ------- | ---- |
| Campeonato Uruguayo | Peñarol | Uruguay | 1958 |
| Campeonato Uruguayo | Peñarol | Uruguay | 1959 |
| Campeonato Uruguayo | Peñarol | Uruguay | 1960 |

### Campeonatos internacionales
| Título            | Club    | Sede     | Año  |
| ----------------- | ------- | -------- | ---- |
| Copa Libertadores | Peñarol | Asunción | 1960 |